# Бал монстрів
«Бал мо́нстрів» (англ. Monster's Ball) — американський драматично-романтичний фільм 2001 року німецько-швейцарського режисера Марка Форстера, сценаристів Міло Аддіка та Вілла Рокоса. У фільмі знімалися: Біллі Боб Торнтон, як овдовілий тюремний вартовий, Геллі Беррі у ролі жінки, чий чоловік у камері смертників, і Хіт Леджер, як син Торнтона. Беррі виграла премію Американської кіноакадемії за найкращу жіночу роль.
У фільмі присутні довготривалі еротичні сцени і повне оголення Геллі Беррі.

## Сюжет
Хенк пишається своєю рідкісною професією і розраховує, що його син Сонні продовжить сімейну династію. Ось уже кілька поколінь чоловіки в їхній родині працюють катами, включаючи під час страти рубильник електричного стільця. «Бал монстрів» — професійним сленгом означає процедури, що передують моменту страти. Через те, що все в житті у нього нав'язано батьком, Хенк ненавидить його, оточуючих, включаючи власного сина. Як свого часу батько Хенка, так і сам Хенк змушує бути катом сина, не цікавлячись думкою останнього.
Сонні не витримує й одного разу, після того як один із засуджених, який подарував Сонні свій останній малюнок, страчений. Уражений стратою, Сонні кінчає життя самогубством на очах батька. Для Хенка це начебто не втрата — він ніколи не любив сина, — але все ж всередині нього щось змінилося.
Одного разу, проїжджаючи по темному провулку, він помічає чорношкіру жінку, у якої тільки що автомобіль збив сина. Хенк, якому огида до негрів прищеплювалася з дитинства його батьком, все ж таки допомагає Летиції. Таким чином він починає «вбивати монстрів» всередині себе. Він звільняється з роботи, робить бізнес, закохується в Летіцію, сина якої врятувати все ж не вдалося. Поліпшується ставлення Хенка до оточуючих, зокрема — до сусідів з іншим кольором шкіри. Останній «монстр» — батько Хенка, але Хенк відправляє його в будинок престарілих, а Летіцію переселяє до себе.
Наприкінці фільму Летиція знаходить серед речей Хенка передсмертний малюнок свого страченого чоловіка.

## Виробництво
Фільм спродюсований Lionsgate і Lee Daniels Entertainment. Назва походить від процедури в середньовічній Англії з посиланням на ув'язнених, які очікують страти. У ніч перед виконанням їх тюремники влаштовували прощальне свято, знане як «Бал монстрів».
Сцени у в'язниці фільму зняті у в'язниці штату Луїзіана.
Анджелі Бассетт спочатку запропонували роль Летісії, але вона відмовилася через сексуальний зміст сценарію.

## Критика
Фільм отримав позитивні відгуки. Огляди вебсайту Rotten Tomatoes повідомили, що 120 відгуків зі 141, були позитивними з результатом у 85% свіжості.

## Нагороди та номінації
| Рік  | Нагорода       | Категорія                       | Номінант                 | Результат |
| ---- | -------------- | ------------------------------- | ------------------------ | --------- |
| 2002 | Премія «Оскар» | Найкраща жіноча роль            | Геллі Беррі              | Перемога  |
| 2002 | Премія «Оскар» | Найкращий оригінальний сценарій | Майло Аддіка, Вілл Рокос | Номінація |